# Jenö Dulin
Jenö Dulin – węgierski zapaśnik walczący w stylu klasycznym.
Brązowy medalista mistrzostw Europy w 1911 roku.